# Myosorex bururiensis
Myosorex bururiensis és una espècie d'eulipotifle de la família de les musaranyes (Soricidae). Viu a Burundi i la República Democràtica del Congo. Pertany a un grup d'espècies que es caracteritza per tenir el cap ample en forma d'hexàgon, la cua curta i les urpes llargues. Ocupa hàbitats montans i sol trobar-se a altituds superiors a 1.000 msnm. El seu nom específic, bururiensis, significa ‘de Bururi’ en llatí.